# ThaiBev
ThaiBev est une entreprise brassicole thaïlandaise fondée par Charoen Sirivadhanabhakdi en 2003.

## Histoire
En janvier 2013, la société signe un accord de 11,2 milliards de dollars US pour reprendre le conglomérat Fraser and Neave, groupe qui détient une participation majoritaire dans Myanmar Brewery Ltd.
En octobre 2017, ThaiBev rachète Myanmar Distillery Co au groupe TPG Capital pour 494,4 millions de dollars.
En février 2021, le groupe annonce vouloir vendre une participation de 20% dans sa division BeerCo au moyen d'une IPO à la Bourse de Singapour. Le projet est suspendu quelques mois après.

## Produits et activités
Elle produit notamment la bière Chang. Outre la Thaïlande, elle possède des usines en Chine, Écosse, France, Irlande et Pologne. Elle est cotée à la bourse de Singapour depuis 2006.

## Groupe de marques commerciales
- Thai Beverage Brands Co. Ltd.
- Archa Beer Co. Ltd.
- Beer Chang Co. Ltd.
- Chang Beer International Co. Ltd.

## Galerie

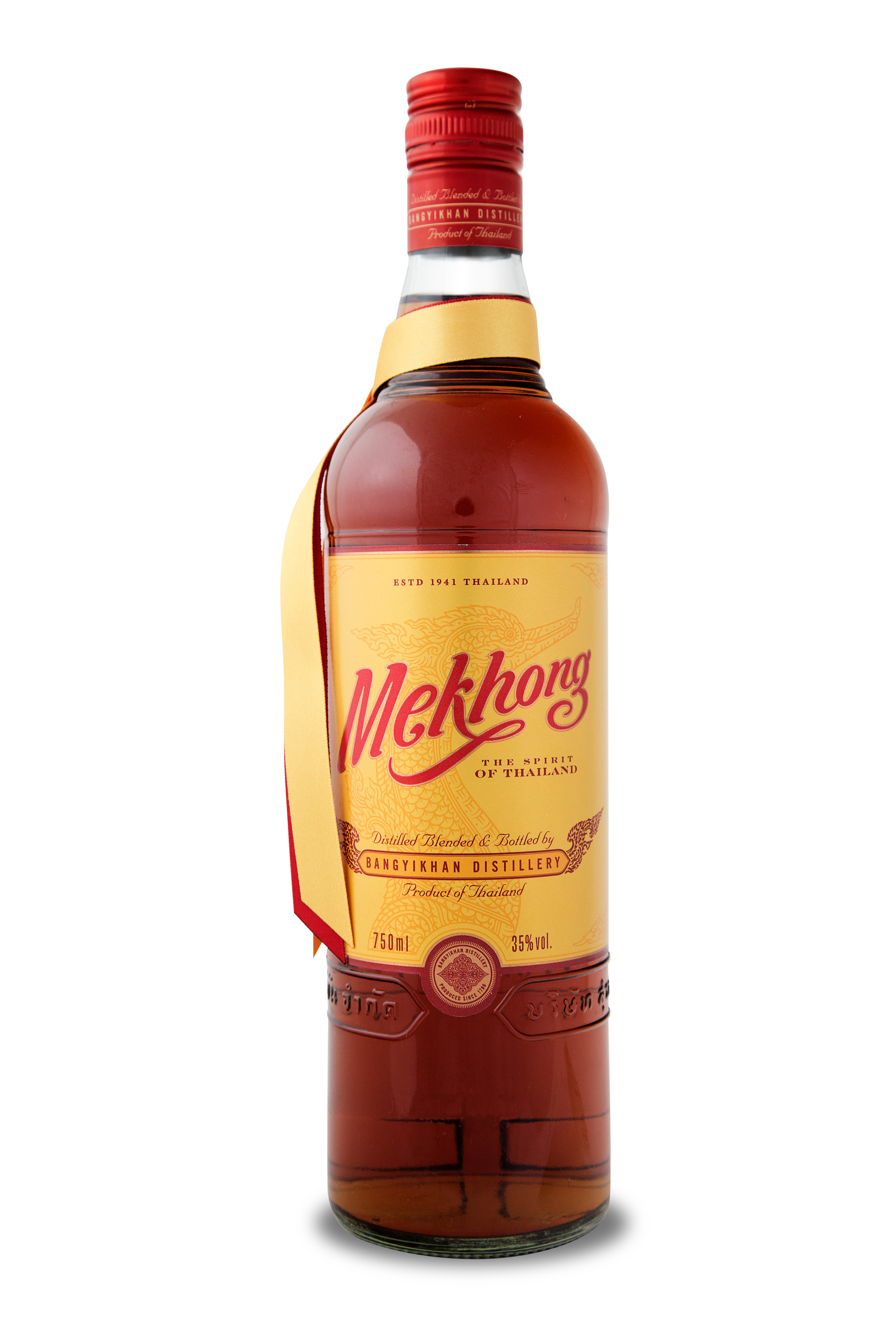
"Mekhong" (ce "Whisky" est en réalité un "Rhum")
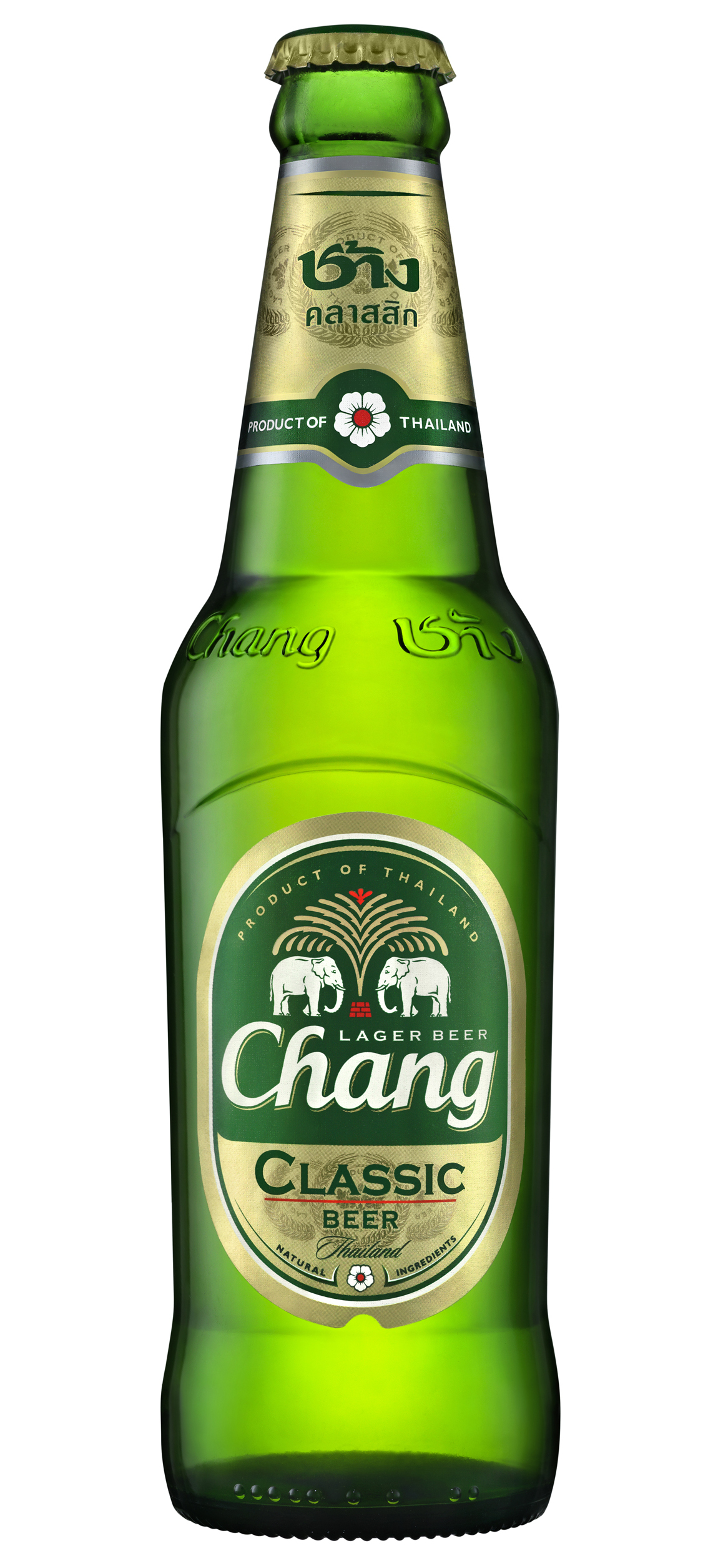
Bière Chang
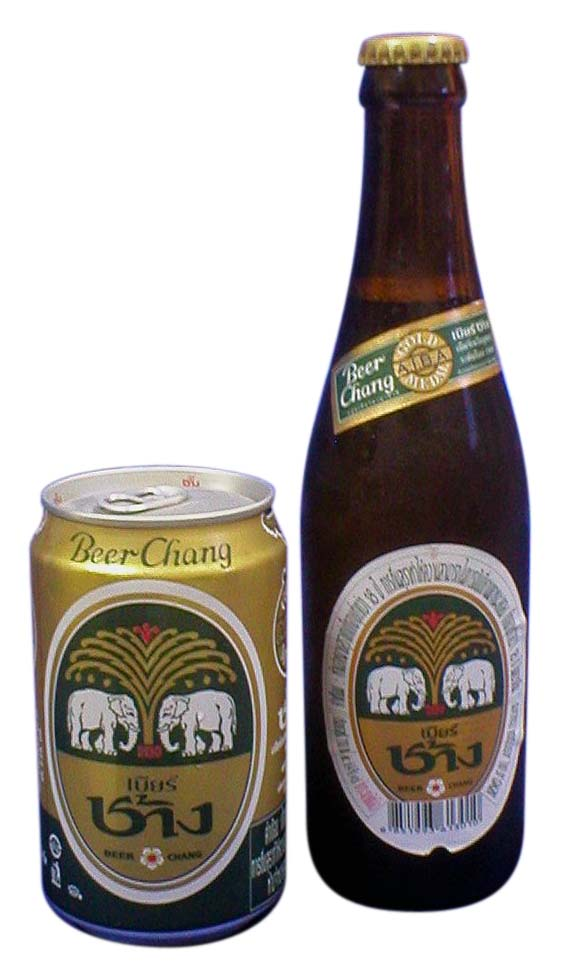
Bouteille et canette de bière Chang